# Зерен Майсснер
Зерен Майсснер (нім. Sören Meißner, 12 лютого 1990) — німецький плавець.
Чемпіон світу з водних видів спорту 2019 року.
Призер Чемпіонату Європи з водних видів спорту 2018 року.